# يوري سوزدالتسيف
يوري سوزدالتسيف (بالروسية: Суздальцев, Юрий Александрович)‏ (مواليد 16 نوفمبر 1945) هو سبّاح روسي، مثّل بلاده في الألعاب الأولمبية الصيفية 1968.

## روابط خارجية
يوري سوزدالتسيف على موقع أوليمبيديا (الإنجليزية)